# Mariano de Cavia
Mariano Francisco de Cavia y Lac (Zaragoza, 22 de septiembre de 1855-Madrid, 14 de julio de 1920) fue un periodista español especializado en la crítica taurina.

## Biografía
Nació el 22 de septiembre de 1855 en Zaragoza, ciudad a la que siempre alabó. Era hijo del notario y militante carlista Francisco Cavia y de María Anselma Lac. Estudió humanidades en el colegio de los jesuitas de Carrión de los Condes, pero volvió a Zaragoza a los quince años para más tarde cursar la carrera de Derecho, que no terminó. Durante esa época colaboró con la Revista de Aragón, Diario de Avisos de Zaragoza, Diario de Zaragoza y El Cocinero, y en 1881 fundó El Chin-Chin, un semanario satírico que solo duró seis semanas. Además tuvo un noviazgo con Pilar Alvira, pero la oposición de las familias hizo que la relación se rompiera.

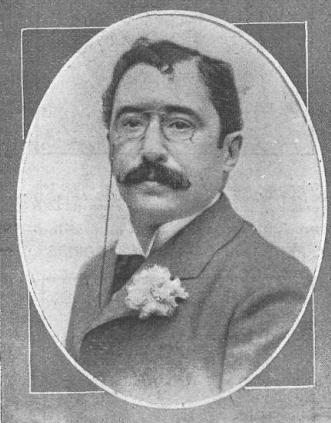
Retrato de Mariano de Cavia

Ya en 1881 decidió ir a Madrid e ingresó ese mismo año en El Liberal, donde trabajó durante cinco años, excepto un periodo de cinco meses durante los cuales fue director del Diario Democrático de Tarragona. En 1895 ingresó en el Heraldo de Madrid, donde estuvo un muy breve periodo tras el cual se pasó a El Imparcial, donde publicó su primer artículo, «La misa del ateo», y estuvo trabajando hasta 1917.
Tuvo una permanente defensa y elogio de las grandes figuras aragonesas de la historia y de su época.
Vivía en un hotel. Era individualista, no le gustaba la popularidad y tenía un piso solo para conservar su biblioteca, que se malvendió cuando falleció.

Lo más interesante de mi vida es que no fui nada, que no soy nadie, ni tengo nada, ni lo tendré, ni lo quiero. Yo jamás he recibido ninguna adehala, sueldo o gratificación del Estado. Me atengo a lo pagado por lo servido: artículo que escribo, artículo que cobro, y entrada por salida.

No fue un especialista, pero tenía una amplia formación humanística, vastos conocimientos filológicos y una memoria prodigiosa que contribuía a su erudición. Cultivó la crítica taurina. Fue un comentarista independiente de la actualidad política. Fue liberal, pero no militó en ningún partido político.

Por el trabajo se puede lograr la libertad, y con la libertad, se puede conseguir aquella sonriente visión de las cosas, necesaria de toda necesidad para que no se le enfríe a uno el espíritu con las humedades de este valle de lágrimas

En 1908, en un artículo de El Imparcial, propuso que se utilizara la palabra balompié para denominar al juego que ya estaba haciendo furor entre las masas y que todavía se denominaba "football".
El 24 de enero de 1916 el rey Alfonso XIII le concedió la Gran Cruz de la Orden Civil de Alfonso XII en «atención a los relevantes servicios prestados a la cultura nacional» y poco después el Ayuntamiento de Zaragoza lo nombró hijo meritísimo de la ciudad.
El 24 de febrero de 1916 la Real Academia Española le otorgó por unanimidad el sillón de la letra A, pero no llegó a ingresar debido a su estado de salud. Cabe destacar que su discurso habría sido sobre el idioma aragonés, que conocía perfectamente aunque siempre defendió el uso del español.

El idioma nacional es tan sagrado como la bandera.

En 1917 pasó a formar parte de la redacción de El Sol donde permaneció hasta su muerte por  una parálisis general progresiva, ocurrida en Madrid el 14 de julio de 1920. El presidente del gobierno, Eduardo Dato, presidió el traslado de su cadáver a Zaragoza debido al deseo del Ayuntamiento de la ciudad de que fuese enterrado en el cementerio de Torrero de la capital aragonesa.
Una de sus hermanas, Pilar de Cavia, se dedicó también a la literatura, cultivando la poesía.

## Obra

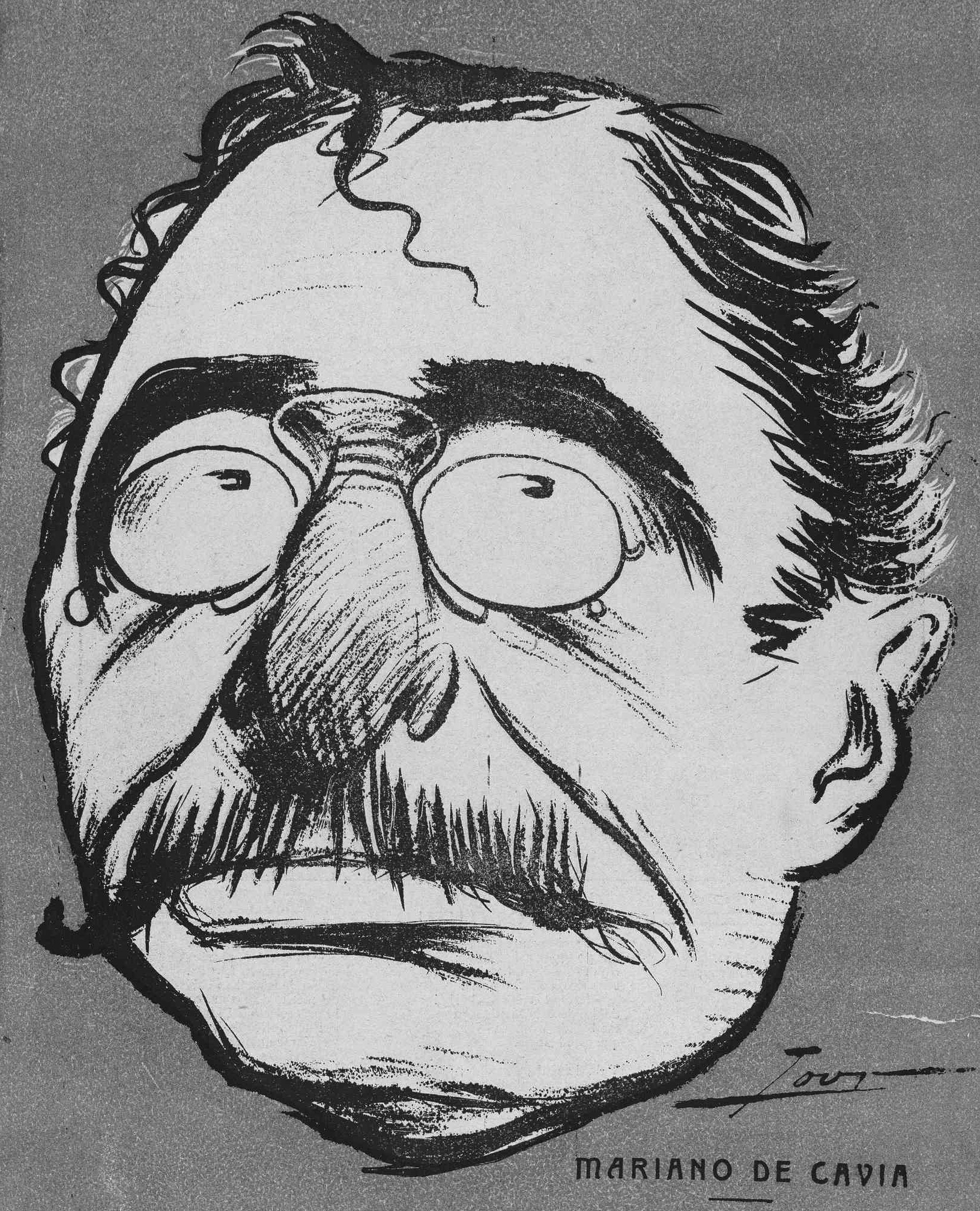
Caricatura de Cavia, obra de Tovar y publicada en Madrid Cómico.

Fue conocido por sus crónicas publicadas en los diarios madrileños de la época (El Liberal, El Imparcial, El Sol), algunas de las cuales fueron recogidas en libros.
Especialmente sonado fue su artículo ficticio sobre un incendio en el Museo del Prado, publicado en la portada de El Liberal el 25 de noviembre de 1891. Cavia lo pensó como aldabonazo o denuncia de las pésimas condiciones de seguridad del museo. Muchos lectores de Madrid no llegaron a leer la noticia completa, y dándola por buena, corrieron al paseo del Prado a comprobar el desastre. Tras describir un pavoroso fuego y la destrucción de la pinacoteca completa, solo al final del artículo Cavia aclaraba que toda la crónica era ficticia... si bien podía convertirse en realidad cualquier día. La controversia causada por la noticia empujó a las autoridades a adoptar algunas medidas en el museo. El día 28 de noviembre, el Ministro de Fomento Manuel Linares Rivas visitaba las instalaciones del Prado y quedaba sorprendido al descubrir, por ejemplo, un almacén de leña en sus sótanos. Se ordenaron una serie de medidas de remodelación, comenzando por desalojar a las familias que vivían hacinadas en las buhardillas. Además, se cambió la estructura del tejado por un andamiaje de metal y otra serie de medidas arquitectónicas encargadas a Francisco Jareño y Alarcón, más recordado por haber proyectado el edificio de la Biblioteca Nacional de España.
De pitón a pitón fue escrita en 1891 tras las corridas de toros celebradas en París con motivo de la exposición universal que lanzó a los toreros a la actualidad social. La obra es una recopilación de varios artículos escritos bajo el seudónimo Sobaquillo, con ilustraciones  de Ángel Pons. En la obra Cavia, bajo el seudónimo de Sobaquillo, pormenoriza una entrevista imaginaria con el Nuncio del Vaticano sobre la legitimidad moral de las corridas de toros. En la misma obra retrata al presidente francés Carnot yendo a un apartado de toros previo a una corrida, y luego lo sitúa recibiendo lecciones de toreo de salón y tomando la alternativa. Termina Cavia imaginando una guerra entre franceses aficionados taurinos y antitaurinos.

## El Premio Mariano de Cavia
Existe en la actualidad el Premio Mariano de Cavia otorgado anualmente por el diario ABC en Madrid. Cabe destacar que el Ayuntamiento de Zaragoza ha solicitado en varias ocasiones que los premios se otorguen en Zaragoza, pero su petición siempre ha sido denegada.[cita requerida]

## Homenajes

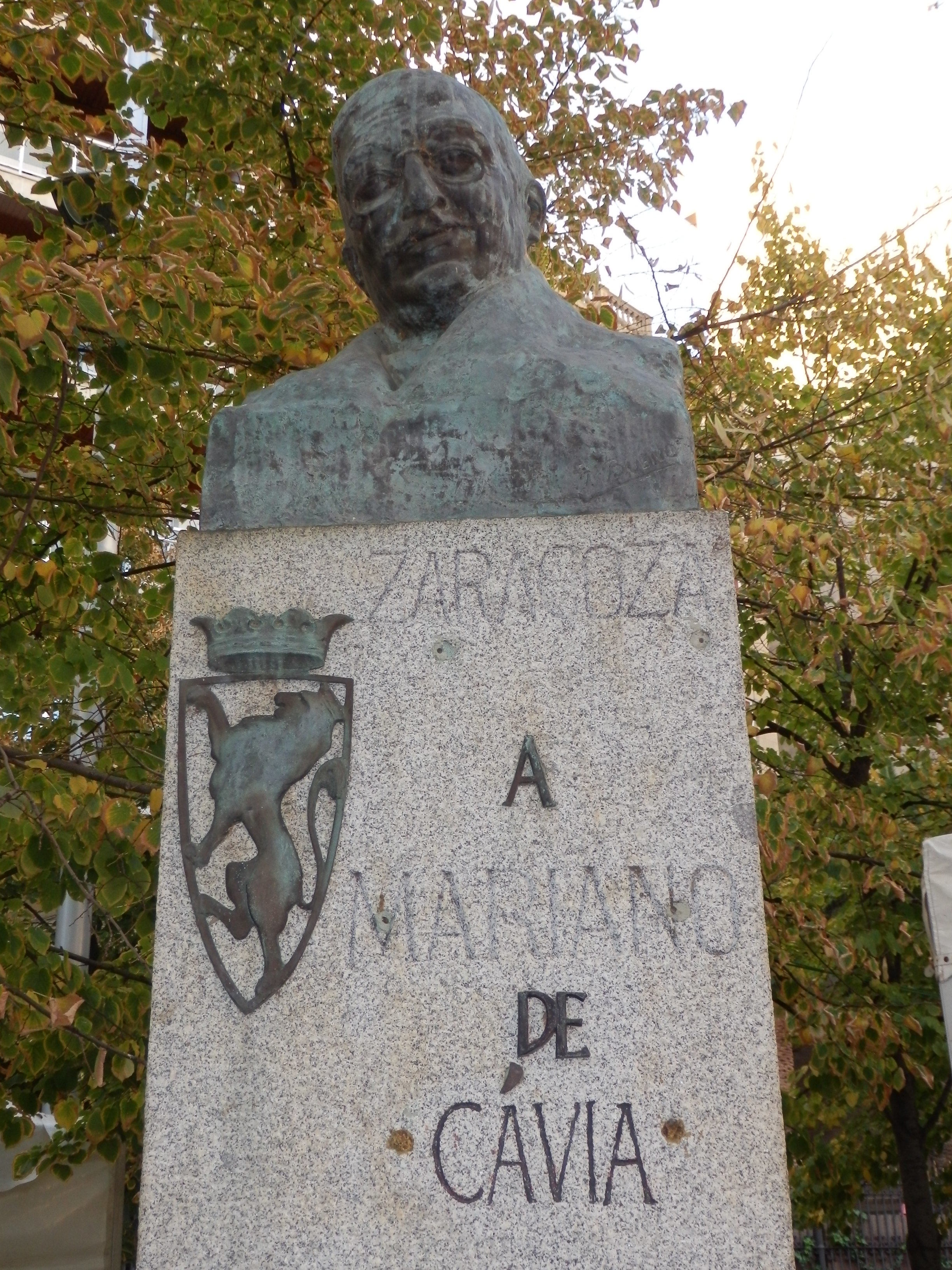
Estatua dedicada a Mariano de Cavia en la plaza Aragón de Zaragoza

En 1918 y por iniciativa de Heraldo de Aragón se inauguró el busto del escultor José Bueno en la plaza Aragón de Zaragoza. La ciudad de Zaragoza dedicó la Plaza Mariano de Cavia en el casco histórico. El barrio de Santa Isabel en Zaragoza dedicó la calle Mariano de Cavia.
En el barrio San Isidro de la ciudad de Valencia se encuentra la calle Mariano de Cavia En el distrito de Retiro de Madrid hay una plaza dedicada a Mariano de Cavia.